# Дело «Базоркина против России»
Дело «Базоркина против России» — судебный процесс, инициированный жалобой Фатимы Сергеевны Базоркиной против Российской Федерации, поданной ею в Европейский суд по правам человека (ЕСПЧ) 11 апреля 2001 года. Согласно жалобе, сын Базоркиной Хаджи-Мурат Яндиев исчез после его задержания федеральными силами в Чечне в феврале 2000 года.

## Обстоятельства исчезновения
Хаджи-Мурат Асланбекович Яндиев, 27 августа 1975 года рождения, студент Московского государственного социологического университета. В августе 1999 года Яндиев оставил учёбу в университете, когда до окончания обучения оставался всего один год. По информации одного из сокурсников, её сын, вероятно, уехал в Грозный. Базоркина полагает, что Яндиев искал своего отца. С августа 1999 года Базоркина не имела информации о своём сыне.
Базоркина увидела сына по телевизору 2 февраля 2000 года в выпуске новостей, в сюжете о захвате российскими войсками Алхан-Калы. На Яндиеве была камуфляжная униформа. Его допрашивал российский офицер. После окончания допроса офицер приказывает расстрелять Яндиева. Последнего уводят два солдата.
Базоркина смогла найти полную версию этой видеозаписи, которая была снята для телекомпаний CNN и НТВ. Автор репортажа вошёл в село вместе с федеральными силами. Распечатка допроса и копия видеозаписи были представлены в ЕСПЧ. Журналист встречался в Базоркиной в Ингушетии. Офицером, согласно утверждениям журналиста, оказался генерал-полковник Александр Баранов.

## Расследование российских властей
Увидев сюжет, Базоркина немедленно начала поиски, которые, однако, оказались безуспешными. Ею были направлены многочисленные запросы в различные судебные, правоохранительные, силовые и иные структуры. Базоркина посетила тюрьмы и следственные изоляторы в Чечне и других регионах Северного Кавказа. Главное управление исполнения наказаний минюста России 18 августа 2000 года сообщило ей, что её сына нет в тюрьмах РФ. Спецпредставитель президента РФ по обеспечению прав и свобод человека на территории Чечни 1 ноября 2000 года сообщил руководителю миссии ОБСЕ в Чечне, что Яндиев значится в списке пропавших без вести, который был составлен по запросам граждан офисом спецпредставителя, под номером 363.
Военный прокурор войсковой части в Ханкале 24 ноября 2000 года написал Базоркиной, что нет причин жаловаться в военную прокуратуру, потому что материалы следствия не доказывают участия военнослужащих в исчезновении Яндиева. 30 ноября того же года тот же прокурор написал в правозащитный центр «Мемориал», что труп Яндиева не обнаружен, а на видеозаписи не зафиксировано его убийство. Базоркиной было отказано в возбуждении уголовного дела ввиду отсутствия в действиях военнослужащих состава преступления. 30 декабря 2000 года в письме центру «Мемориал» тот же прокурор утверждал, что нет оснований утверждать, что военные ответственны за снятые на плёнку действия.
В 2001—2006 годах дело шесть раз приостанавливалось и возобновлялось.

## Расследование Европейского суда
В сентябре 2005 года Европейский суд признал жалобу приемлемой. ЕСПЧ обратился к российской стороне с просьбой предоставить материалы дела. Российская сторона предоставила 80 страниц документов. Отказ предоставить остальные материалы обосновывался тем, что их обнародование нарушило бы ст. 161 Уголовно-процессуального кодекса России, нанесло бы ущерб участникам предварительного следствия и дискредитировало бы следствие. После повторного обращения материалы были предоставлены в полном объёме — 5 томов дела (около 900 страниц) и 3 тома приложений (около 700 страниц). Впоследствии российской стороной были представлены ещё два тома материалов (470 страниц), которые были получены в результате дополнительных следственных действий.
2 февраля 2000 года Яндиев был задержан федеральными военнослужащими в числе других боевиков. Он был передан представителям ГУИН для транспортировки в следственный изолятор Чернокозово, но туда не прибыл и его местонахождение установить не удалось. В июле 2001 года он был включён в список пропавших без вести. В октябре 2004 года он был объявлен в федеральный розыск. В октябре 2004 года в отношении Яндиева было начато уголовное дело по факту его участия в незаконных вооружённых формированиях.
Генерал Баранов дважды допрашивался по делу как свидетель. Согласно его показаниям, он не отдавал приказ расстрелять Яндиева, а пытался пресечь агрессивное поведение Яндиева. Его слова подтверждались выводами одного из экспертов.

## Решение суда

### Статья 2
Вопреки многочисленным обращениям Базоркиной, реальное расследование началось в июне 2001 года. Сама Базоркина первый раз была допрошена в январе 2002 года. Допросы военных, участвовавших в пленении Яндиева, произвели осенью 2005 года. Сотрудников минюста, причастных к делу, начали допрашивать в ноябре 2005 года и т. д. Даже с учётом чрезвычайной ситуации в Чечне, затягивание процесса было чрезмерным, чтобы считать расследование эффективным. Не было проведено никаких мероприятий для установления и допроса сотрудников ФСБ, которые работали с пленными боевиками. Предписания прокуроров о необходимости проведения тех или иных следственных мероприятий исполнялись с неоправданными задержками или не исполнялись вовсе. С учётом этих и целого ряда других обстоятельств, суд пришёл к заключению, что расследование российской стороны не было эффективным, то есть имело место нарушение ст. 2 Европейской конвенции по правам человека (право на эффективное расследование).

### Статья 3
Базоркина утверждала, что с её сыном плохо обращались, что подтверждается показаниями свидетелей и видеозаписью: её сын ранен, его бьют по раненной ноге, сыну не оказывается медицинская помощь. Суд пришёл к заключению, что Яндиев погиб и ответственность за это лежит на государстве. Но обстоятельства его содержания и гибели остаются неясными. Европейский суд пришёл к заключению, что наличная информация не позволяет утверждать, что в по отношению к Яндиеву имело место нарушение ст. 3 (запрет пыток и бесчеловечного обращения).
Базоркина утверждала, что сама стала жертвой бесчеловечного обращения. Её сын был задержан федеральными силами и исчез, она длительное время не имеет никаких сведений о нём, власть не предпринимает никаких мер для надлежащего расследования исчезновения её сына. Российская сторона отрицала факт бесчеловечного отношения к заявительнице. Базоркина информировалась о ходе расследования, её жалобы рассматривались должным образом. Её неудовлетворённость ходом расследования не может служить основанием для обвинений в бесчеловечном обращении.
Европейский суд пришёл к следующим выводам. Базоркина увидела видеозапись ареста своего сына, офицер приказывает расстрелять её сына, в течение 6 лет она не имеет сведений о нём, её обращения в органы власти игнорируются. Таким образом, Базоркина страдала и продолжает страдать по поводу исчезновения своего сына. То есть, поведение властей в отношении Бозоркиной является бесчеловечным и нарушает ст. 3 Европейской конвенции.

### Статья 5
Базоркина утверждала, что арест её сына не соответствовал требованиям российского и международного законодательства. Задержание Яндиева не было документировано и санкционировано. Представители официальных властей не отрицали ареста Яндиева федеральными силами. Но арест происходил во время «горячей» фазы антитеррористической операции, что затрудняло или даже делало невозможным соблюдение всех необходимых формальностей.
Европейским судом было установлено, что Яндиев арестован федеральными силами 2 февраля 2000 года. Большая часть задержанных в тот день была доставлена в Толстой-Юртовский фильтрационный пункт, а затем различные следственные изоляторы. В то же время, информация о задержании Яндиева и его перемещениях отсутствует, что является серьёзным нарушением законодательства, так как позволяет заинтересованным лицам скрыть своё участие в преступлении. Отсутствие такой информации должно рассматриваться как нарушение ст. 5 (незаконный арест и содержание под стражей). Допущенные властью и установленные Европейским судом нарушения ст. 2 также доказывают, что официальные власти не сделали всё возможное для минимизации возможности исчезновения Яндиева. Всё сказанное даёт ЕСПЧ основания утверждать, что в данному случае были нарушены права Яндиева на свободу и личную неприкосновенность.

### Статья 13
Базоркина утверждала, что была лишена эффективного внутреннего средства правовой защиты против произвола властей. Официальные власти оспаривали это утверждение. По их словам, после признания её потерпевшей, она могла обращаться в правоохранительные и судебные органы с жалобами и исками. При этом они приводили примеры таких случаев, когда потерпевшие обращались в соответствующие органы и добивались своих целей и получали необходимую помощь.
Европейский суд заключил, что в ситуации, когда расследование неэффективно, эффективность и других механизмов обеспечения прав заявителя также падает. Следовательно, имеет место нарушение ст. 13 Европейской конвенции (право на эффективную правовую защиту).

### Компенсация
ЕСПЧ принял решение, что Россия в 3-месячный срок должна выплатить Базоркиной компенсацию:
- 35 тысяч евро за моральные страдания;
- 12 241 евро компенсации расходов;
- любые налоги, которыми могут облагаться эти суммы.